# Brett Holman
Brett Trevor Holman (* 27. března 1984) je bývalý australský fotbalový záložník, naposledy hrající za australský klub Brisbane Roar FC. Zúčastnil se fotbalového MS 2010 a Asijského poháru 2007 a 2011.